# Hana no Asuka-gumi!
Hana no Asuka-gumi! (花のあすか組!?  "¡La gloriosa banda de Asuka!") es un manga japonés de Satosumi Takaguchi serializado en Monthly Asuka. Fue adaptado en una serie dramática de televisión, dos películas de imágenes reales, dos OVA y dos CD de audiodrama. Es una de las series con chicas delincuentes (sukeban) populares en la década de 1980. Se publicaron dos nuevas series de manga, una de 2003 a 2009 y la otra de 2007 a 2008.

## Medios

### Anime
Hay dos OVA: Shin Kabukicho Story Hana no Asuka-gumi!, lanzado el 12 de junio de 1987 y Hana no Asuka-gumi! Lonely Cats Battle Royale, lanzado en 1990.

### Series de televisión
Una serie dramática de televisión fue transmitida en Fuji Television del 11 de abril al 26 de septiembre de 1988.

#### Reparto
- Hikari Ishida (Harumi)
- Megumi Odaka (Asuka)
- Natsuki Ozawa (Miko)

### Películas de imágenes reales
Se han producido dos películas de imágenes reales: la primera, dirigida por Yōichi Sai y lanzada el 13 de agosto de 1988 y la segunda, Hana no Asuka-gumi! Neo, dirigida por Yutaka Tsurita y lanzada el 25 de abril de 2009.